# Velika modra preljevica
Velika modra preljevica (Apatura iris) je leptir iz porodice šarenaca kojemu se u mužjaka na gornjoj strani krila pojavljuje plavi odsjaj. Nastanjuje šumovite predjele središnje Europe i južne Bitanije do nadmorske visine 1200 m. U Hrvatskoj zaštićena vrsta.

## Izgled
Odrasli primjerci imaju krila promjera 6 do 7 cm, tamno smeđe boje s bijelim linijama te male narančaste prstenove na zadnjim krilima. Mužjaci se razlikuju od ženki po sjajno plavoj boji na krilima. 

## Prehrana
Modra preljevica se hrani mednom rosom s drveća ali i izmetom ili strvinama. Mužjaci se pokatkad u jutarnjim satima spuštaju na tlo u potrazi za hranom. Ženke većinu vremena provode visoko u krošnjama drveća spuštajući se tek kada je vrijeme leženju jaja. 

## Gusjenice
Ženke polažu jaja u kasno ljeto na gornjoj strani listova. 
Gusjenice su zelene sa svijetlo žutim uzorkom i dva velika 'roga'. Većinu vremena provode na sredini lista gdje su dobro mimikrirane. Hrane se isključivo noću. Tijekom zime se ukoče, promijene boju iz zelene u smeđu i hiberniraju u rašljama grana. U travnju se ponovno aktiviraju, a u lipnju se kukulje. Kukuljica je blijedo zelene boje, nalik lisnom izdanku. Odrastao leptir obično izlazi iz kukuljice sredinom srpnja.